# ثالوث إلهي

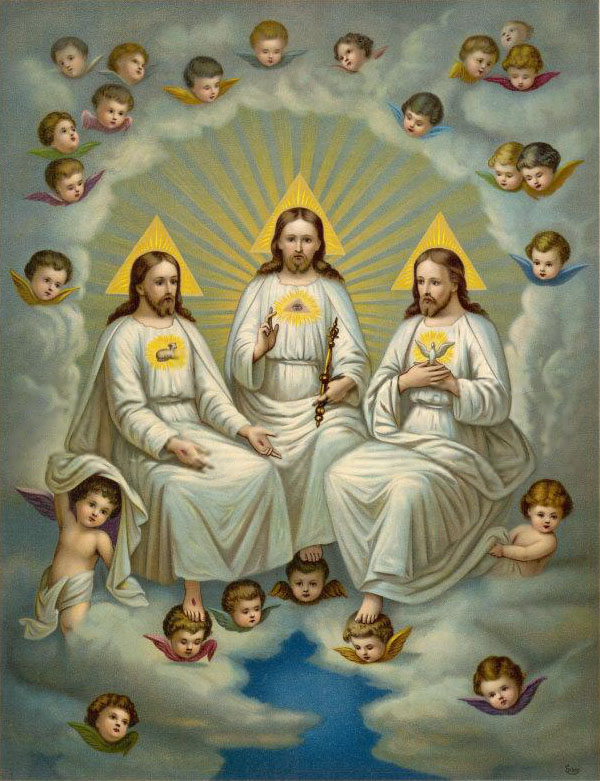
فريدولين ليبر - الثالوث الأقدس

الثالوث الإلهي، نرى الرقم ثلاثة يجتاح الفكر الاجتماعي والعلمي في ميادين عديدة، لدرجة ثبوته في مراكز الانطلاق الفكري لجملة من النظريات الفكرية والإتجاهات الدينية. وفي الواقع أن الوقوف على علة صدور هذه القضية ليس سهل المنال إذا أردنا تشخيصه أو تحليل الأساس الذي بُني عليه، والسبب في ذلك العمق التاريخي الذي لا يخضع إلى التجربة. فلو تدبرنا في التراث الاجتماعي الديني سواء كان المسيحي أو الآشوري أو المصري القديم..., لوجدنا فكرة الثالوث الإلهي تسيطر على الأذهان بنحو عقائدي، وقد ظهرت عقيدة الثالوث دينياً في مجتمعات دينية كثيرة، أشهرها في المسيحية وديانات أخرى قديمة.

## الثالوث في الهندوسية
يؤمن أتباع الهندوسية بثالوث خاص بهم، وهو:
- سافستري: الشمس، أي الأب السماوي.
- آتي: الابن، وهو النار المنبثقة من الشمس.
- فايو: نفخة الهواء، أي الروح.

وهناك أيضاً الثالوث البرهمي الذي ينص على:
- براهما: الرب.
- فيشنو: المخلّص.
- سيفا: المهلك.

وقد جاء في ابتهالات التقي أتنيس: «أيها الأرباب الثلاثة. إعلموا أني اعترف بوجود إله واحد، فأخبروني أيكم الإله الحقيقي لأقرب له نذري وصلاتي؟ فظهرت الآلهة الثلاثة وقالوا له: اعلم يا أيها العابد أنه لا يوجد فرق حقيقي بيننا، وأما ما تراه من ثلاثة فما هو إلا بالشبه أو الشكل، والكائن الواحد الظاهر بالأقانيم الثلاثة هو واحد بالذات».

## الثالوث في الديانات المصرية القديمة
- الإله تِمّ (تمّ/تِمّو/تُم/أتم)، وكان أول (إنسان إله حيّ) لدى مصر، وسمّوه الإله العظيم (هو ـ هي)، وكان أتم إله الأرض في الأصل، ثم دُمج بإله الشمس. وقد دُمج في عدّة آلهة لتكوين إله واحد، مثل: الإله الواحد : [تِمّ ـ خبرى]. الإله الواحد : [تِمّ ـ حِرُ اخت]. الإله الواحد : [رع ـ تِمّ]، ويُدعى في النصوص (نتر وع) أي الإله الأحد. الإله الواحد : [تِمّ ـ أسر]. الإله الواحد :[تِمّو ـ طحوت].
- الإله رع إله الشمس (أعظم آلهة مصر، وأصبح الملك المصري منذ الأسرة 4، يُسمّى ابن رع، وعند موت الملك يرفعه الإله أتم من هرمه إلى السماء ليكون إله نجم) دُمج في عدّة آلهة لتكوين إله واحد، مثل: الإله الواحد: (رع ـ حِرُ اخت ـ حِرُ ب خرد).الإله الواحد : مُنتو ـ رع. كما عُرّف الإله رع بالإله حورس (لفظه المصري =حر، حِرُ). الإله الواحد: (رع ـ حِرُ اخت). ويقول الإله الواحد رع (إله الشمس الثلاثي/ذو الوجوه الثلاثة)، وفي النصوص: أنا خِبرى في الصباح ورع في الظهر وتِمّو في المساء. وكان الإله خِبرى الشكل/الأصل الثالث (أقنوم 3) لرع إله الشمس. وقد كان الإله الواحد رع (75 أقنوماً)، إذ وجدت تسابيحه الخمس والسبعون على حوائط المقابر الملكية للأسرتين 19,20 في طيبة، وقد دُمج فيها بآلهة عديدة مثل: الإله [رع ـ تا تنين]، رع=جسد تِمّو (وقيل بنص أن رع هو عين تمّو)، رع== جسد خِبرى، رع= جسد شو، رع ==جسد تفنُت، رع=جسد سب/جب، رع=جسد نوت، رع= جسد است، رع= جسد نبة حات، رع= جسد حِرُ، رع=جسد نو، رع= جسد رمى، رع=جسد حوايتي، رع=جسد عاتو، رع=جسد نثرة، رع=جسد ننتوتى، رع= جسد أمنت، رع= جسد خِبرر، رع=جسد ماتي، رع=جسد سرقت، رع=جسد شأى (الإله شأى والإلهة رنّت تمثّلتهما الإلهة مسخنة)،.. وكذلك جسد بقية 75 آلهاً آخر. وفي ما بين الأسرة 6 والأسرة 18 تم نقل كل صفات إله الشمس رع تقريباً إلى الإله ايزوريس (أسر) ،وفي كتاب الموتى يقول المتوفى أنا رع ـ ايزوريس. وأسر تم أشهاره على أساس أنه روح رع وكل جسد هذا الإله، بل وتمثّل (أسر) جميع آلهة مصر وأصبح إله الأموات والأحياء. ومن نصوص كتاب الموتى [ أيها المبجل حاكم امنتيت وآن نفر (=أي الإله أسر) يامن تشرق في السماء مثل رع.. قرصه هو قرصك، أشعته هي أشعتك، تاجه هو تاجك، شروقه هو شروقك، مجلسه هو مجلسك، عرشه هو عرشك..].
- الإله آمون (كان مجرد إله محلي لمدينة طيبة) كان له 5 تصاوير: رجل، رجل برأس ضفدع، رجل برأس ثعبان، قرد، أسد. ودُمج في آلهة عديدة أهمها الإله العظيم رع، مثل: الإله الواحد : [آمون ـ رع]، ومع الزمن تمثل الإله آمون جميع آلهة مصر (أصبح أقانيم غير معدودة)، وفي النصوص سُمّي الإله الواحد [آمون ـ رع] : (الواحد الأحد) ،بالإضافة لنص :(ليس له ثان). الإله الواحد (إله ثلاثي): [آمون ـ رع ـ حِرُ اخت]. وكان الإله مِنُ مظهراً (أقنوماً/وجهاً) للإله آمون (ويلبس نفس تاجه).
- الإله طحوت (تحوت/تحوتى، إله قمري) يكون على هيئة الإله شو أو الإله ان حر. إله القمر (إعح) يُسمّى :الإله إعح طحوتى، ومثله الإله حِرُ ـ أعح. وكان الإله طحوت يعرّف بكلٍ من الآلهة : أسر وحر/حِرُ وتِمّ وبالتالي خِبرى. وقيل في أسطورة أن الإله طحوت (إله القمر والنور) انبثق من رأس الإله سُت (إله الشرّ والظلمة).
- الإلهة حتحر، أي السماء (=حجر/حضن الإله حِرُ، أي أم حِرو، ثم أصبحت أمه هي الإلهة أسّة، التي قد تعني عرش/ كرسي السماء)،كانت في البداية (حسب نص قصة رع) عين إله الشمس رع:الإلهة سخمت (إلهة تُبيد البشر) ثم جعلها أبوها رع (حتحر الإلهة الرقيقة)، وتم تعريفها (حتحر) بحوالي 40 إلهة (40 أقنوماً)،هذه بعضها: ساتِت، عنقة، تا سنت نفرت، بحُتِت، نيت، نبوت، منحِت، موت، نخبِة، أسّة (است/ايزيس:دُمجت أسّة مع حتحر واتخذت صنمها منذ المملكة الحديثة، ولم يعد بالإمكان التمييز بين شكل الإلهتين إلا بقراءة نقشيهما، وتعددت أشكال أسّة حتى أصبحت تُلقّب بمصر في عهد الروم: أسّة ذات العشرة آلاف اسم، وطغى مظهرها الإلهة الأم على مقام الإله أسر زوجها، وذاع صيتها بكل مناطق بحر الروم) ،سفخة، تفنُت، ماعت (معات)، وتشِت، بست (بَستة)،..، وقد مثّلت الإلهة حتحر (وبمسند معيني من مصر، بافقيه 82: ويفقر زيدال بورخه حتحر) كل الربات العظيمات في مصر، وأشكالها عديدة، أهمها لدى عابديها الحتحرات السبع. وعُرّفت الإلهة حتحر (6 أقانيم) بالربات: بست، ساتي، ياتشِت، سِخِت (سخمة)،ربة أمو، نبت. الإلهة حتحر (2 أقنوم) :على هيئة الإلهة نبت حتبة، وعلى هيئة الإلهة تِمّت.كما كانت الربة قدشُ (ذات أصل شامي) مظهراً مهماً للإلهة حتحر. الإلهة حتحر (4 أقانيم) : تم دمجها بأربع ربات كبيرات قديمات هي نخبِة، يَتشِة، بست، نيت. وكانت الإلهة حتحر تُسمّى (أم أبيها) وتسمّى (ابنة ابنها).

الإلهة نخبِة تم تصويرها في بعض الأحيان على هيئة الإلهة أسّة (أست) ربة الطبيعة الخصبة، وفي كتاب الموتى دمجت الإلهة نخبت مع الإلهة أسّة (العُزّى؟). ويحتمل أن تكون الربة نخبِة قد دمجت بواحدة من الربات المحليات إيوسعاسيت أو نبت حتب.
ـ الإلهة وتشِت (ودجت) دمجت في أزمنة مبكرة مع الإلهة أسّة، كما قُرنت الإلهة سخمة في أحد أشكالها بالإلهة ودجة. والإلهة نبت حات (نفثِس) تقمّصت شكل الإلهة أسّة (ايزيس/أست التي اعتبرت عين الإله رع) لتلد من الإله أسر (ايزوريس) الإله انفو (أنبو/انوبيس:كان أبيه الإله رع، وكان إلهاً للموتى، ثم طغت عليه شهرة أسر كإله للموتى بلا منازع، وأصبح أنبو مجرد تابع لأسر). والإلهة سرقة (سرق/سلك) كانت شكلاً للإلهة أسّة (وقد اتحدت أسّة بدورها في أحد مظاهرها مع الشعرى).
ـ الربة بست (كانت ابنة رع وقُرنت بعين إله الشمس الحارقة، واعتبرت كذلك ابنة آمون) قُرنت بالربة رعت (قرينة الإله رع)، وفي الجنوب اعتبرت (بست) الربة تِمّت (قرينة الإله تِمّ)، وجسدت روح الإلهة أسّة [ورُسِمت كالإلهة أسّة] وفي طيبة عُرّفت بالإلهة موت [وتجسدت أو اندمجت مع الإلهة موت في طيبة تحت اسم الإلهة (موت-بست)] وفي منفس عُرّفت بالإلهة موت (عين رع وزوجة آمون التي بدّلت زوجته أمونت، ولم تكن موت تتميز عن أسّة في بعض أشكالها) والإلهة وتشِت، وفي هليوبولس (مدينة عين شمس) عُرّفت بالإلهة ايوسعاست، وفي النوبة عُرّفت بالإلهة سخِت (سخمة) والإلهة منمِت، وبمدينة بالدلتا سُمّيت (بست) الإلهة سخِت، وجسدت ابنها رب القمر (الإله خنسو ابن الإلهة موت) وأصبحت عين القمر، ونُقل مظهرها المنتقم إلى الإلهة سخمة (سخة/نسرة).
ـ الإلهة نيت كانت صورة من صور الإلهة حتحر (منذ الأسرة 18)، كما عُرّفت بالإلهة ماعت، ومع مرور الزمن لم تعد صفات نيت تتميز عن صفات الإلهة أسّة، وأشير إليها باسم الإلهة أسّة، وتم تعريف أسّة بها،[ ووجد بالنصوص اسم الإلهة: (أسّة - نيت)] وكذلك عُرّفت بها الإلهة وتشِت والإلهة سخمِت (التي أصبحت الإلهة حتحر) والإلهة بست والإلهة موت (التي تمثّلت الإلهة سخمة بالمملكة الحديثة، وجعلتها مجرد شكل غاضب لها) والإلهة نخبِة والربات الأخرى ات وكانت (نيت) تُدمج مع واحدة منها أو معها جميعاً بالتناوب. الإله الواحد : [سُبك -نيت]. وفي صعيد مصر (اسنا) كانت الإلهة نيت تعرف بأسماء إحدى الآلهات: نبوت، منحِت، سخِت، تفنُت. وبمدينة طيبة كانت الإلهة نيت تُعرف على هيئة وباسم الربة القديمة أمونت، وكذلك تحت اسم الإلهة المُثنّاة (أمونت ـ رع). وفي أحد أشكالها (حامية الموتى) تكون (نيت) الإله أنبو الأنثى.وأخذت الإلهة نيت في السمو حتى دُعيت أبو الآباء وأم الأمهات.
- الإله الواحد (مزدوج) :حِرُ ـ سُت، رغم أن الأول (في أحد أشكاله) تقاتل مع الثاني وهزمه. الإله سُبك (ابن نيت) شكل (أقنوم/وجه) محلي من أشكال الإله حِرُ (اُعتبر كل ملك مصري أثناء حياته تجسيداً للإله حِرُ، وعند موته يصبح الإله أسر). وكانت الأشكال التي صور عليها حِرُ متعددة [أشكاله تمثل مراحل وأحوال الشمس]،وأكثرها أهمية:

1) الإله حِرُ ور (الإله حِرُ - تِمّ، أي الإله آمون - ور)،وعُرّف به الإله مِنُ في المملكة الوسطى، وكذلك يُدمج بإلهة عديدة ،منها الإله شو.
2) الإله حِرُ ب خرد (له 7 أشكال/أحوال).
3) الإله حِرُ مرتى (العينين:الشمس والقمر)، وقد كان شكلاً محلياً للإله امسو أو الإله خِم أو الإله مِنُ (إله القمر).
4) الإله حِرُ ن موتع.
5) الإله حِرُ نوب (=الذهبي).
6) الإله حِرُ خنتى خات.
7) الإله حِرُ خنتى ن معتى (=الذي بالظلام).
8) الإله حِرُ اخت (=الأفقين): كان أحد الأشكال/الأقانيم الرئيسية لإله الشمس رع، وفي كتاب الموتى والأعمال الجنائزية الأخرى كان يدمج في الإله تِمّو وفي الإله خِبرى. وهو الإله الواحد (حِرُ اخت - تِمّ). وأضخم شكل أو رمز للإله حِرُ اخت كان تمثال أبو الهول [إله أبو الهول (إله رباعي) = الإله الواحد (حِرُ اخت ـ رع ـ تِمّو ـ خِبرى)].
9) الإله حِرُ سم تاوى (=زامّ/ضامّ التيهين/ الأرضين).
10) الإله حِرُ حكنو (=اسم مكان، أو المكان باسمه).
11) الإله حِرُ بحُت (في أحد أشكاله تم تعريفه بالإله أسر.
12) الإله حِرُ ثمع.
13) الإله حِرُ حبنو.
14) الإله حِرُ (ابن أسّة وأسر)، وأشكال هذا الإله عديدة، وقد اندمجت فيه أشكال الإله حِرُ الأخرى، وفي كتاب الموتى الإله أسر هو أمس والإله رع (الإله حِرُ النامي) هو اليوم [والنص الحرفي : سف (=سلف) أسر فو (=أسر هذا)،سبأ (=شفا/صبح) رع فو]. وقد ثأر الإله حِرُ لموت أبيه (الإله أسر) على هيئة/شخص الإله (حِرُ نج تف = حِرُ المنتقم لأبيه، وبهذا الأقنوم اندمج مع الإله امسو)، وكان الإله حِرُ موهوباً بصفات آلهة أخرى فهو الإله حِرُ م انبو (=حِرُ مثل أنبو)، ومن المستحيل تمييزه في صورته هذه عن الإلهين ابن آوى (الإله انبو ولبسه أو خلطه الآخر الإله أف وات/الذي مثل الإله حِرُ ،سُمّي المنتقم لأسر، وغالباً ما يصور هذان الإلهان كتمثالي ابن آوى معاً) الذين يمثلان وجهين (أقنومين) لنفس الإله. 15) الإله حِرُ ب خرد، (تم دمجه بالإله تِمّ ،وأصبح هذا الإله دائماً أحد أقانيم الآلهة الكبرى المحلية الذي تجدد فيه شبابها، وتحددت فيه الآلهة العظيمة : الإله شو، الإله سيب، الإله خنسو، الإله امسو، الإله مِنُ). وقد اندمج حِرُ الصغير (حِرُ ب خرد) مع حِرُ الكبير (حِرُ ور) ليشكلا الإله حِرُ. وفي النصوص المصرية المتأخرة تم تعريف الإله نفر (ابن الإله بتاح) بعدد من الآلهة التي كان كل منها أحد أشكال الإله حِرُ أو الإله طحوت وكذلك تم تعريف الإله أمسو بالإله حِرُ.
- كبش مندس قد تمثّل بداخله أرواح كل من الإله رع والإله أسر والإله شو والإله خِبرى وكان معروفاً بالكبش ذي الأربعة رؤوس (شخوص/أقانيم) فوق رقبة واحدة. وعجل مر ور (منفس) جسّد الإله رع.
- الإله بتاح كان يعتبر دائماً أحد أشكال آلهة الشمس ومجسداً للشمس عند شروقها، ومن أسمائه: بتاح قرص الشمس. وكان يحصل على صفات الإله طحوت ،وماثلت صفاته الإله شو. وفي النصوص الدينية والجنائزية يكون الإله بتاح: الإله الواحد (بتاح ـ أسر)،الإله الواحد (بتاح ـ حابي)، الإله الواحد (بتاح ـ نو)، الإله الواحد (بتاح ـ سكر)، الإله الواحد (بتاح ـ سكر ـ تِمّ)، الإله الواحد (بتاح ـ تنين)، وكذلك دمج آلهة أخرى. وفي كتاب الموتى ذكر الإله الواحد (بتاح ـ أسر)، وفي صلاة للإله أسر خوطب الإله (أسر):باسم الإله الواحد (ان نفر ـ حِرُ اخت) وباسم الإله الواحد (بتاح ـ سكر ـ تِمّ). والإله بتاح بشكليه (أصليه/ أقنوميه):الإله الواحد (بتاح ـ نو) والإله الواحد (بتاح ـ حابي). وفي نصوص عديدة يدمج الإله بتاح في الإله سكر، وشكل آخر لبتاح كان الإله الواحد (بتاح ـ سكر ـ أسر). وكان اسم أحد الأماكن المقدسة : (بتاح ـ انوبيس).
- وتحت اسم الإله الواحد (بتاح ـ سكرـ أسر) توحّد كل من الإله بتاح والإله سكر مع الإله أسر ليكونوا ثالوثاً مهماً. وفي الأسرة الثانية والعشرين كان قد عُرّف نهائياً الإله (بتاح ـ سكر ـ أسر) بالإله أسر. وفي عصر الأسرات المبكر كان يعتقد أن تشبيه إله منفس المحلي بتاح بالإله تنين أو تا تنين (إله يجسد قوى الطبيعة) ستكون مناسبة له لذلك ارتبط اسمه باسم الإله الأقدم ليصبح الإله الواحد (بتاح ـ تنين) مثلما حدث بعد ذلك للإله آمون في عصور تالية عندما ارتبط بالإله رع، لكن بمرور الزمن أصبح الإله تنين مجرد أحد أشكال/أصول الإله بتاح. وفي تسبيحة الإله (بتاح ـ تنين): [ السلام عليك يا [(بتاح ـ تنين) ،.. ذو الأشكال المتعددة]. كما تم تعريف الإله الواحد (بتاح ـ تنين) باسم الإله رع، وباسم الإله خِبرى تا، وباسم الإله نو، وفي مدينة طيبة وجدت برديات تذكر أن الإله الواحد (بتاح ـ تنين) يمتلك كل صفات آلهة مصر العظام.

ـ مثّل الإله سكر في البداية الظلام أو الليل وفي عصور تالية تم تعريفه بإله الشمس الليلي مثل الإله تِمّ. وفي كتاب الموتى قيل أن الإله الذي في قارب الإله سكر هو الإله سُت (سِث، سوتي، سوتخ) أو الإله سمم ور روح الإله سب (=جب:إله الأرض). الإله الواحد (سكر ـ أسر).
- الإلهة سخِت قرينة الإله بتاح كان لها شكل مشابه للربة بست.والربتان سخِت وبست عُرّفتا على هيئة الربة حتحر [والإلهة سخت في بعض ملامحها كشكل من أشكال الربتين حتحر ونوت]. وفي بعض صورها تعتبر الربة يَتشِة، وتم تعريف الربة سخت بالربة ماعت، ولمّا كان الإله طحوت يُتضمن في الإله بتاح أصبحت الربة ماعت قرينة الإله بتاح بشكل متآخي مع الربة سخت. والربة سخت تم تعريفها في أحد ألقابها بالربة تفنوت (تفنُت) قرينة الإله شو [كما وصفت الربة سخِت بأنها الربة تفنُت]،والإله طحوت كان أحد أشكال (أقانيم/وجوه/أصول) الإله شو عند كهنة هليوبوس (مدينة آنو/عين شمس) وبالتالي فكما تمثّل الإله بتاح الإله طحوت (في صورته التي على هيئة الإله شو) تمثلت أيضاً قرينته (الربة سِخِت) قرينة الإله طحوت أو الإله شو (التي هي الربة تفنُت). وفي نصوص عديدة كانت الربة سخت تسمى عين رع. وفي عصور الأسرات المتأخرة كوّن كل من الربة بست والربة سخت والرب رع إلهاً واحداً عجيباً (دمج إلهتين وإله) عرفنا وجوده في كتاب الموتى حيث تم تمثيل الربة (سخت ـ بست ـ رع) على هيئة امرأة برأس رجل. ويقول النص السلام عليكِ يا (سخت ـ بست ـ رع)، أنت سيدة الآلهة.
- الإله (أف وات) كان وجهاً/أصلاً (أقنوماً) آخر للإله أنبو.
- الإله سبك (برمز تمساح) ،وهو متميّز عن الإله سبك رفيق الإله سُت، كان شكلاً للإله حِرُ.والإله الواحد (سبك ـ رع) دوماً بشكل إنسان ذي رأس تمساح.كما كان الإله سبك أربعة أقانيم/أصول [ الإله رع (=نور) ـ الإله شو (=جو) ـ الإله جب (=جبوب: الأرض) ـ الإله أسر (=نهر/ماء)].والإلهة (سبك ـ نيت).
- الإله حابي (حعبي: النيل) :عُرّف منذ القدم بجميع آلهة مصر ،وكذلك عُزيت إليه كل صفات الآلهة ولكنه اختلف عنها جميعاً بأنه كان غامضاً وغير معروف. ودمج البطالمة، حكام مصر اليونان، الثور الإله حابي (أبيس) والثور الإله أسر (ثور امنتت) في ثور إله واحد أسموه سرابيس (sarapis). وقد ورد دمج الإله أسر (عثتر مصر) مع إله النيل (الإله حابي=حباب الماء) في نقش زيد إيل المعيني (بافقيه 82) بصيغة الإله (أثرحف) أي الإله عثتر حابي (الإله سرابيس: عثتر النيل).

## الثالوث في المسيحية
يؤمن المسيحيون بوجود ثالوث إلهي، حيث يعتقد المسيحيون بالوحدانية في إله واحد ذو ثلاثة أقانيم أو أشخاص أو ذوات : الآب والابن والروح القدس. و غالبا ما يتم إتهامهم من قبل معتنقي الديانات الأخرى وخاصة اليهودية والإسلام بممارستهم لعبادة الثالوث الإلهي. كما يتهم القران المسيحيين بالشرك في عدة مواقع بسبب عبادة ٣ أشخاص من نفس الجوهر أو النوع أو الطبيعة و يقول بعض الآباء القديسين بأن العقائد السابقة قد إهتدت لصورة من صور الثالوث قبل ظهور المسيحية بشكلها الحالي.